# Šao Tan
Šao Tan (čínsky pchin-jinem Shào Dān, znaky 邵丹; * 1982 Ťin-chua) je bývalá čínská zápasnice – judistka.

## Sportovní kariéra
Judu se věnovala od svých 13 let. Připravovala se Ťin-chua pod vedením trenérky Li Aj-jüe. V čínské ženské reprezentaci se prosazovala od roku 2002 v superlehké váze do 48 kg. V roce 2004 prohrála nominaci na olympijské hry v Athénách s Kao Feng. V roce 2008 opět neuspěla v čínské nominaci na domácí olympijské hry v Pekingu. Sportovní kariéru ukončila v roce 2010.

## Výsledky
| Turnaj            | 2002            | 2003            | 2004            | 2005            |
| Turnaj            | 20              | 21              | 22              | 23              |
| Turnaj            | superlehká váha | superlehká váha | superlehká váha | superlehká váha |
| ----------------- | --------------- | --------------- | --------------- | --------------- |
| Olympijské hry    |                 |                 | —               |                 |
| Mistrovství světa |                 | —               |                 | —               |
| Asijské hry       | 3.              |                 |                 |                 |
| Mistrovství Asie  |                 | —               | —               | 3.              |